# Bewegung Progressiver Kurden
Die Bewegung Progressiver Kurden (auch: Kurdische Progressive Bewegung, Kurdische Progressive Gruppe oder Bewegung der kurdischen Progressisten) war von 1974 bis 2003 neben der Kurdischen Demokratischen Partei (Neo-KDP) und der Kurdischen Revolutionären Partei die dritte kurdische Blockpartei in der von der Baath-Partei geführten Koalitionsregierung des Irak.
Angeführt wurde die Bewegung von Mullah Abdullah Ismail Ahmad, einem ehemaligen Mitglied des Politbüros der von Mustafa Barzani geführten Kurdischen Demokratischen Partei (KDP). Bereits 1964 hatten sich einige Politbüromitglieder um Ibrahim Ahmed und Dschalal Talabani von Barzanis KDP getrennt. Abdullah Ismail brach erst 1972 mit Barzani. Im Gegensatz zu Barzani war Abdullah Ismail bereit, das mit der irakischen Regierung ausgehandelte Autonomieabkommen für die Kurden anzuerkennen. Als Barzani gegen das Abkommen rebellierte, spaltete sich Barzanis KDP erneut. Barzanis ältester Sohn Ubaidullah gründete zusammen mit den Politbüromitgliedern Haschim Aqrawi und Aziz Aqrawi 1974 eine neue, proirakische KDP (Neo-KDP) und Abdullah Ismail gründete die Bewegung Progressive Kurden. Aus dem Ahmed/Talabani-Flügel der KDP war 1970/72 parallel dazu die von Abd as-Sattar Sharif geführte Kurdische Revolutionäre Partei und 1975 schließlich Talabanis Patriotische Union Kurdistans (PUK) hervorgegangen. Außer der PUK verfügte jedoch keine der anderen aus der KDP hervorgegangenen Parteien über eine der KDP vergleichbare Massenbasis.
Die ursprünglich nur von der Baath-Partei, der Irakischen Kommunistischen Partei und der Neo-KDP gebildete Regierungskoalition in Form der Nationalen Progressiven Front wurde 1974 um die Kurdische Revolutionäre Partei und die Bewegung Progressiver Kurden erweitert; Abdullah Ismail wurde Staatsminister in der irakischen Zentralregierung (und blieb es bis 1989).